# Muñomer del Peco
Muñomer del Peco es un municipio y localidad española de la provincia de Ávila en la comunidad autónoma de Castilla y León. El término municipal tiene una población de 111 habitantes (INE 2024).

## Geografía
La localidad se encuentra a una altitud de 895 m sobre el nivel del mar.
| Noroeste: Collado de Contreras | Norte: Constanzana | Noreste: Narros de Saldueña |
| Oeste: Viñegra de Moraña       |                    | Este: Narros de Saldueña    |
| Suroeste: Viñegra de Moraña    | Sur: Albornos      | Sureste: Papatrigo          |

## Historia
Asentamiento de origen medieval de origen vasco, aparece documentado por primera vez en el año 1250, en la Consignación de Rentas del cardenal Gil Torres, con el nombre de Muñomer, integrado en el cabildo de La Moraña, una de las circunscripciones en que a efectos eclesiásticos estaba dividida la diócesis de Ávila. A efectos de administración política y judicial, fue siempre un lugar del rey, dependiente de la jurisdicción de Ávila, integrado hasta el siglo XIX en el sexmo de Covaleda, uno de los siete sexmos en que estaba dividida la tierra de Ávila.
Hacia mediados del siglo XIX, el lugar, por entonces con ayuntamiento propio, tenía contabilizada una población de 134 habitantes. Aparece descrito en el decimoprimer volumen del Diccionario geográfico-estadístico-histórico de España y sus posesiones de Ultramar de Pascual Madoz de la siguiente manera:

MUÑOMER: l. con ayunt. de la prov. y dióc. de Avila (4 3/4 leg.), part. jud. de Arévalo (4), aud. terr. de Madrid (20), c. g. de Castilla la Vieja (Valladolid 15). sit. en terreno llano á la márg. der. del r. Merdero: le combaten todos los vientos y su clima es propenso á fiebres intermitentes. Tiene sobre 22 casas de mediana construccion; una plaza, casa de ayunt. y una igl. parr. Ntra. Sra. de la Asuncion) aneja de Narros de Saldueña, cuyo párroco la sirve: hay una ermita (Ntra. Sra. del Campo) con culto público á espensas de los fieles: el cementerio se halla en parage que no ofende la salud pública, y los vec. se surten de aguas para sus usos, bien del r. Merdero ó bien de pozos. Confina el térm. con los de Narros, Saldueña, Viñera de Moraña y Albornos, y comprende varios pastos, algun viñedo y 2,054 fan. de tierra, de las cuales se cultivan 1,949, 549 de primera clase que se destinan á cebada y trigo, 900 de segunda á trigo y algarrobas, y 500 de tercera á centeno: el citado r. Merdero le atraviesa de N. á S., cuyo cauce es casi llano, lo que hace que en sus grandes avenidas se desborde causando bastante perjuicio á los sembrados. El terreno es llano en lo general, árido y de miga. caminos: los que dirigen á los pueblos limítrofes en mediano estado: el correo se recibe 3 veces á la semana. prod.: trigo, cebada, centeno, vino, pastos, algarrobas, garbanzos y legumbres: mantiene ganado lanar y vacuno, y cria caza de liebres, perdices, otras aves y algun lobo. ind.: la agrícola. comercio: esportacion de los frutos sobrantes á los mercados de Avila y Peñaranda de Bracamonte, en cuyos puntos los habitantes de este pueblo se surten de todo lo necesario. pobl.: 22 vec., 68 alm. cap. prod.: 244,825 rs. imp.: 9,793. contr.: 2,534 rs. con 4 mrs.
(Madoz, 1848, pp. 691-692)

## Demografía
Muñomer del Peco cuenta con una población de 111 habitantes (INE 2024).
| Gráfica de evolución demográfica de Muñomer del Peco entre 1842 y 2021                                                                                          |
| |
| Población de derecho según los censos de población del INE. Población de hecho según los censos de población del INE.En este censo se denominaba Muñomer: 1842. |

## Economía
En la actualidad, sus habitantes siguen viviendo fundamentalmente de la agricultura y la ganadería.

## Patrimonio

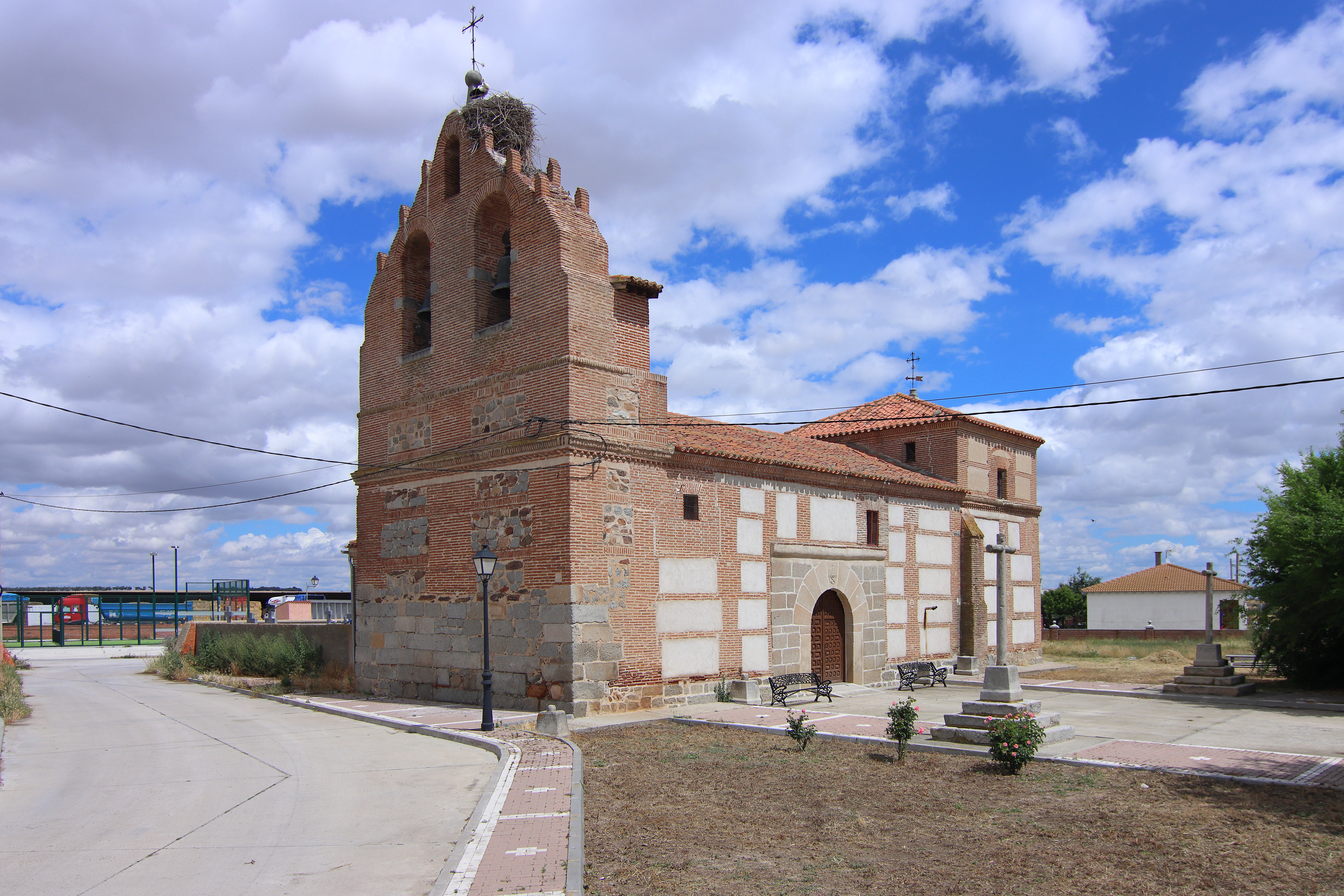
Iglesia de la Asunción

Su principal monumento es la iglesia de Nuestra Señora de la Asunción, del siglo XVI, construida en mampostería y ladrillo. Tiene cabecera poligonal y espadaña a los pies del templo. En el interior destaca el retablo mayor, dedicado a la Virgen y atribuido a Blas Hernández, discípulo de Vasco de la Zarza. De un cuerpo sobre banco y tres calles, la central flanqueada por entrecalles con hornacinas que acogen a los Apóstoles, a los santos Domingo y Francisco y a las santas Águeda y Catalina. En la calle central se encuentran las tallas de la Crucifixión y el grupo de la Virgen y el Niño. En las laterales, tablas sobre la Epifanía y la Circuncisión en un lado y la Asunción y San Sebastián, en otro. También es destacable la ermita de Nuestra Señora del Campo, con un retablo del siglo XVIII.

## Símbolos
El 23 de marzo de 2013 el ayuntamiento acordó la aprobación de un escudo heráldico y una bandera con las siguientes descripciones:

Escudo cuartelado. Primero y cuarto, de oro, cruz flordelisada de gules. Segundo y tercero, de gules, cabeza de toro afrontada de oro. Al timbre, corona real cerrada.

Paño rectangular cuya longitud es una vez y media su altura. Dividido perpendicularmente en cuatro partes iguales: las partes situadas en los ángulos superior izquierda e inferior derecha amarillas, con una cruz flordelisada roja, y las otras dos partes rojas. En el caso de que la bandera ostente el escudo municipal, éste irá colocado en el 
centro geométrico del paño, con una altura equivalente a la mitad de la altura del mismo.

La cruz flordelisada procede de las armas más comunes del linaje Muñoz, probable origen del nombre del municipio. La cabeza de toro simboliza la ganadería vacuna que es la base de su economía. La bandera es una transposición al paño del escudo heráldico, prescindiendo de las cabezas de toro para simplificar el diseño.